# John Pedersen
John Wang Pedersen (ur. 31 marca 1948 w Nykøbing Falster) – duński zapaśnik walczący w stylu klasycznym. Olimpijczyk z Monachium 1972, gdzie odpadł w eliminacjach w kategorii 82 kg.
Piąty na mistrzostwach Europy w 1970. Zdobył brązowy medal na mistrzostwach nordyckich w 1972 roku.
Trzykrotny mistrz Danii w latach: 1972, 1974 i 1975; drugi w 1968, 1969, 1971, 1977, a trzeci w 1967 roku.